# Szavannai afropapagáj
A szavannai afropapagáj (Poicephalus meyeri), korábban Meyer-papagáj, a madarak osztályának papagájalakúak (Psittaciformes) rendjébe és a papagájfélék (Psittacidae) családjába tartozó faj.

## Rendszerezése
A fajt Philipp Jakob Cretzschmar német orvos és ornitológus írta le 1827-ben, a Psittacus nembe Psittacus Meyeri néven. Nevét Bernhard Meyer német ornitológus tiszteletére kapta.

## Alfajai
- Poicephalus meyeri meyeri (Cretzschmar, 1827) – Csád és Etiópia
- Poicephalus meyeri saturatus (Sharpe, 1901) – Uganda, Kenya és Tanzánia
- Poicephalus meyeri matschiei (Neumann, 1898) – Tanzánia  Kongó, Zambia és Malawi
- Poicephalus meyeri reichenowi (Neumann, 1898) – Angola és Kongó
- Poicephalus meyeri damarensis (Neumann, 1898) – Namíbia, Angola és Botswana
- Poicephalus meyeri transvaalensis (Neumann, 1899) – Botswana, Zimbabwe és Dél-Afrika

|  |  |

## Előfordulása
Afrikában a Szahara alatti részen, Angola, Botswana, Burundi, a Dél-afrikai Köztársaság, Dél-Szudán, Csád, Eritrea, Etiópia, Kenya, a Kongói Köztársaság, a Kongói Demokratikus Köztársaság,a Közép-afrikai Köztársaság, Malawi, Mozambik, Namíbia, Ruanda, Szudán, Tanzánia Uganda, Zambia és Zimbabwe területén honos. Természetes élőhelyei a szubtrópusi vagy trópusi száraz szavannák, valamint szántóföldek. Állandó, nem vonuló faj.

## Megjelenése
Testhossza 25 centiméter, testtömege 100–150 gramm. Feje és háti része szürke, feje tetején változó szélességű sárga színű sáv húzódik, farcsíkja kék, a begye felső része szürkésbarna, alsó része kékeszöld, combja, szárnyainak orma, szegélye és a kis szárnyfedői aranysárgák.

## Természetvédelmi helyzete
Az elterjedési területe rendkívül nagy, egyedszáma pedig stabil. A Természetvédelmi Világszövetség Vörös listáján nem fenyegetett fajként szerepel.